# Spectravideo

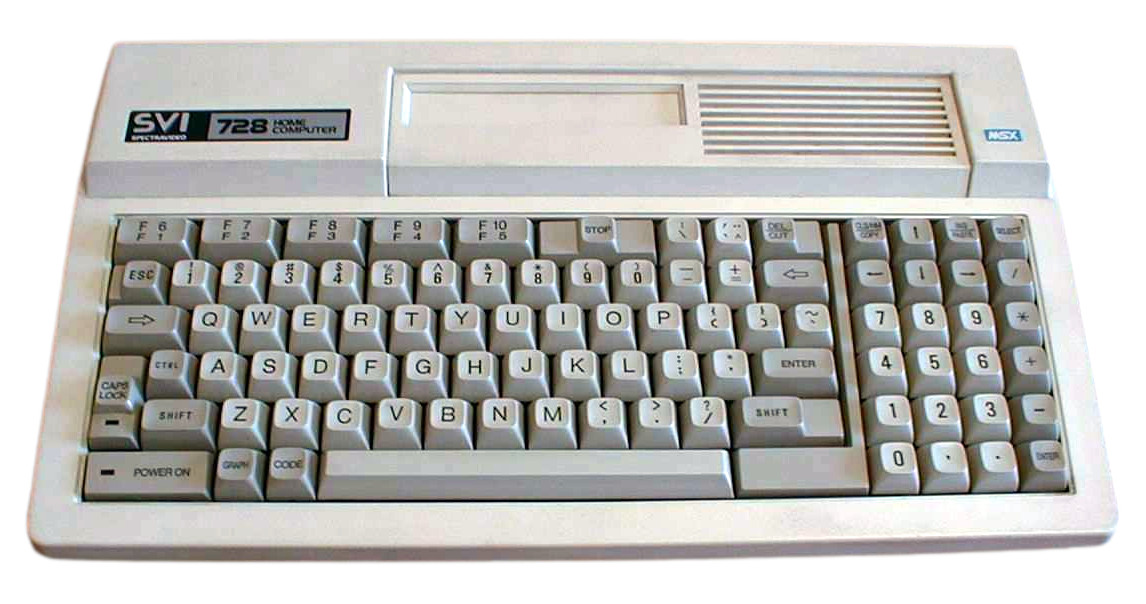
Een Spectravideo Svi728

Spectravideo International of SVI was een Amerikaanse computerfabrikant die in 1981 werd opgericht onder de naam SpectraVision. Oorspronkelijk ontwikkelde het computerspellen voor de Atari 2600 en VIC-20 maar ontwierp later computers die compatibel waren met de internationale computerstandaarden MSX en IBM PC.
Het eerste hardwareproduct dat Spectravideo ontwikkelde was een uitbreiding voor de Atari 2600, de CompuMate. Die beschikte over een membraan-toetsenbord en was eenvoudig te programmeren.
De eerste volwaardige computers die op de markt verschenen waren de SV-318 en SV-328. Beiden waren gebaseerd op de populaire Z80A-processor maar uitgerust met een afwijkende hoeveelheid werkgeheugen (RAM): de SV-318 beschikte over 32kB en de SV-328 over 80kB.
Daarnaast was ook de vormgeving van het toetsenbord verschillend.
Het besturingssysteem was een variant van Microsoft Extended Basic maar als de computer was uitgerust met een diskettestation kon de computer ook opgestart worden met CP/M.
Hoewel deze computers beschikten over Microsoft Extended Basic waren ze niet geheel compatibel met de MSX-standaard. Slechts enkele kleine aanpassingen waren noodzakelijk om ze volledig te laten voldoen aan de MSX-standaard.
Voor de computers was een ruime hoeveelheid randapparatuur verkrijgbaar, bijvoorbeeld een ColecoVision-adapter om ColecoVisionspellen te kunnen uitvoeren met een SVI-computer.
Een latere versie de spectravideo SV-728 was aangepast om geheel MSX compatibel te zijn.
De laatste computer die door Spectravideo werd ontwikkeld was de SVI-838 (ook bekend als X'Press 16).
Tegenwoordig is de naam Spectravideo eigendom van het Britse SpectraVideo Plc. (voordien Ash & Newman). Zij kochten in 1988 de merknaam van Bondwell en hebben geen enkele relatie met de oude Spectravideoproducten of onderneming.